# Pacôme Rupin
Pacôme Rupin (sinh ngày 25 tháng 1 năm 1985) là một chính khách người Pháp của La République En Marche!  (LREM), người đã từng là thành viên của Quốc hội Pháp kể từ cuộc bầu cử năm 2017, đại diện cho Paris.

## Sự nghiệp chính trị
Từ năm 2005 đến năm 2016, Rupin là thành viên của Đảng Xã hội. Ông gia nhập LREM ngay sau khi ra mắt vào năm 2016.
Kể từ khi vào quốc hội, Rupin là một trong bốn phó chủ tịch của nhóm nghị sĩ LREM dưới sự lãnh đạo của các chủ tịch kế tiếp Richard Ferrand (2017-2018) và Gilles Le Gendre (kể từ 2018). Ông cũng phục vụ trong Ủy ban về các vấn đề pháp lý. Vào cuối năm 2018, ông đã ra mắt một nhóm không chính thức trên Grand Paris.
Trước cuộc bầu cử thành phố Paris 2020, Rupin đã lãnh đạo một ban chỉ đạo gồm 12 người được thành lập để chuẩn bị chiến dịch LREM và sau đó làm giám đốc chiến dịch cho ứng cử viên Benjamin Griveaux.

## Đời tư
Rupin sống trong một kết hợp dân sự với bạn đời của mình.